# Paper Tigers
Paper Tigers è il quarto album in studio del gruppo rock svedese Caesars, pubblicato nel 2005.

## Tracce
1. Spirit – 4:51
2. It's Not the Fall That Hurts – 2:49
3. Out There – 3:03
4. Jerk It Out – 3:17
5. May the Rain – 3:08
6. My Heart Is Breaking Down – 2:35
7. Paper Tigers – 3:58
8. Your Time Is Near – 4:49
9. Throwaway – 2:49
10. Winter Song – 3:05
11. We Got to Leave – 3:23
12. Soul Chaser – 4:13
13. Good and Gone – 3:02

## Formazione
- César Vidal – voce, chitarra
- Joakim Åhlund – chitarra
- Nino Keller – batteria, voce
- David Lindquist – basso